# Slag bij Carthago

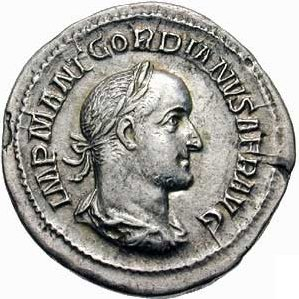
Gordianus II

De Slag bij Carthago vond plaats op 12 april 238 tussen een Romeins leger dat loyaal was aan keizer Maximinus en de strijdkrachten onder aangevoerd van keizer Gordianus I en zijn zoon Gordianus II.

## Achtergrond
Keizer Maximinus had gedurende de periode dat hij heerste steeds te stellen met coups, opstanden en invallen van Germanen. De campagnes die hij voerde, brachten hem tot aan de grenzen van het Romeinse Rijk en kostten enorm veel geld. Als gevolg daarvan liet hij de belastingen drastisch verhogen.
Begin 238 verzette de bevolking van Noord-Afrika zich tegen de hoge belastingen en riepen de proconsul Gordianus tot keizer uit. De senaat ging onmiddellijk akkoord met de benoeming en deze bond samen met zijn zoon de strijd aan met Maximinus.
Maximinus zond een leger van uit Numidië richting het opstandige Africa. Dit leger bestond uit aan hem loyaal gebleven troepen en werd geleid door Capellianus, de gouverneur van Numidië.
Gordianus en zijn zoon slaagden er niet in een sterke strijdmacht uit te rusten. Zo goed als ze konden brachten ze een leger op de been en gingen op weg hun tegenstander tegemoet. Dicht bij Carthago troffen beide legers elkaar. Met Gordianus II aan het hoofd dolven zijn slecht geoefende soldaten het onderspit tegen de ervaren tegenstanders. Gordianus II sneuvelde in het gevecht. Toen zijn vader het rampzalige nieuws hoorde pleegde deze zelfmoord.

Oorlogen van de Romeinse Republiek
· Romeins-Etruskische Oorlogen
· Romeins-Aequische Oorlogen
· Latijnse Oorlog
· Romeins-Hernicische Oorlogen
· Romeins-Volscische Oorlogen
· Samnitische oorlogen (Eerste, Tweede, Derde)
· Pyrrhische Oorlog
· Punische oorlogen (Eerste, Tweede, Derde)
· Illyrische Oorlogen (Eerste, Tweede, Derde)
· Macedonische Oorlogen (Eerste, Tweede, Derde, Vierde)
· Romeins-Seleucidische Oorlog
· Aetolische Oorlog
· Galatische Oorlog
· Romeinse Verovering van Hispania (Eerste Celtiberische Oorlog, Lusitanische Oorlog, Numantische Oorlog, Sertorische Oorlog, Cantabrische Oorlogen)
· Achaeïsche Oorlog
· Oorlog tegen Jugurtha
· Cimbrische Oorlog
· Servilische Oorlogen (Eerste, Tweede, Derde)
· Bondgenotenoorlog
· Sulla's Burgeroorlogen (Eerste, Tweede)
· Mithridatische oorlogen (Eerste, Tweede, Derde)
· Gallische Oorlog
· Romeinse expedities naar Britannia
· Burgeroorlog tussen Pompeius en Caesar
· Einde van de Republiek (Slag bij Mutina, Burgeroorlog tegen Brutus en Cassius, Siciliaanse Opstand, Perusiaanse Oorlog, Burgeroorlog tussen Antonius en Octavianus)
Oorlogen van het Romeinse Keizerrijk
· Germaanse Oorlogen (Teutoburgerwoud, Marcomannenoorlog, Alemannische Oorlogen, Gotische Oorlog, Visigotische Oorlogen)
· Romeinse verovering van Britannia
· Boudicca
· Armenische Oorlog
· Vierkeizerjaar
· Joodse Oorlog
· Romeins-Parthische Oorlog
· Romeins-Perzische oorlogen
· Burgeroorlogen van de derde eeuw
. Gotische oorlog (376-382)
. Gotische opstand van Alarik I
. Gildonische opstand
. Gotische oorlog (402-403)
. Pictische oorlog van Stilicho
. Oorlog van Heraclianus
. Oorlog van Radegaisus
. Rijnoversteek
. Romeinse Burgeroorlog 427-429
· Val van het West-Romeinse Rijk